# Lygistopterus cobosi
Lygistopterus cobosi is een keversoort uit de familie netschildkevers (Lycidae). De wetenschappelijke naam van de soort werd in 1961 gepubliceerd door Antonio Cobos Sánchez.